# Mukwonago (Wisconsin)
Mukwonago es una villa ubicada en el condado de Waukesha en el estado estadounidense de Wisconsin. En el Censo de 2010 tenía una población de 7.355 habitantes y una densidad poblacional de 350,46 personas por km².

## Geografía
Mukwonago se encuentra ubicada en las coordenadas 42°51′19″N 88°19′28″O / 42.85528, -88.32444. Según la Oficina del Censo de los Estados Unidos, Mukwonago tiene una superficie total de 20.99 km², de la cual 20.45 km² corresponden a tierra firme y (2.57%) 0.54 km² es agua.

## Demografía
Según el censo de 2010, había 7.355 personas residiendo en Mukwonago. La densidad de población era de 350,46 hab./km². De los 7.355 habitantes, Mukwonago estaba compuesto por el 97.36% blancos, el 0.24% eran afroamericanos, el 0.23% eran amerindios, el 0.9% eran asiáticos, el 0.08% eran isleños del Pacífico, el 0.31% eran de otras razas y el 0.87% pertenecían a dos o más razas. Del total de la población el 3.18% eran hispanos o latinos de cualquier raza.